# Falsk vattenråtta
Falsk vattenråtta (Xeromys myoides) är en däggdjursart som beskrevs av Thomas 1889. Xeromys myoides är ensam i släktet Xeromys som ingår i familjen råttdjur. Trivialnamnet syftar på att den inte tillhör släktet australiska vattenråttor (Hydromys). Inga underarter finns listade.

## Utbredning och habitat
Denna gnagare förekommer glest fördelat vid kustlinjerna av norra och östra Australien samt på Nya Guineas södra spets. Sammanräknad är utbredningsområdet inte större än 2000 km². Habitatet utgörs av mangroveträsk och gräsmark som tidvis översvämmas av saltvatten.

## Utseende
Arten når en kroppslängd (huvud och bål) av 11 till 13 cm och en svanslängd av 8 till 10 cm. Vikten varierar mellan 40 och 60 gram. Fals vattenråtta kännetecknas av ett långt avplattat huvud med små öron och ögon. Djuret har fjäll på svansen men saknar simhud mellan tårna. Den vattentäta pälsen har på ovansidan en mörkgrå färg. Buken är vit. Gnagarens övre framtänder har en gul till orange färg medan de nedre framtänderna är vita.

## Ekologi
Falsk vattenråtta äter ryggradslösa djur som krabbor och musslor. Den bygger bon av jord som blandas med gräs, bladvass eller andra blad. Boet påminner om termithögar i utseende. Individerna är aktiva på natten och bildar grupper av en hanne, några honor och deras ungar.
Honor kan troligen para sig hela året. Per kull föds upp till fyra ungar.

## Status och hot
Falsk vattenråtta hotas av landskapsförändringar genom jordbruk eller annan urbanisering. Även vattnets förorening med olja och pesticider är negativa faktorer. IUCN kategoriserar arten globalt som sårbar.